# Propensão marginal a poupar
A propensão marginal a poupar refere-se à tendência para poupar consoante o rendimento disponível. À semelhança da propensão marginal a  consumir, esta propensão varia entre 0 e 1. Se a propensão for 0,06, isto significa que se o rendimento aumentar em uma unidade monetária, a poupança aumenta em 0,06 unidades, e o resto é destinado ao consumo. Num modelo keynesiano, a propensão marginal a poupar é igual a 1 menos a propensão marginal a consumir.